# King Peak
King Peak is de op drie na hoogste berg van Canada. De 5173 m hoge berg ligt in het Nationaal park Kluane in het zuidwesten van Yukon, circa 15 km van de grens met Alaska. Hij is onderdeel van de St. Elias Mountains en bevindt zich 12 km ten westen van de Mount Logan. De dominantie van de berg bedraagt slechts 4,7 km omdat dit de afstand is tot de Queen Peak, een van de nevenpieken van de Mount Logan.